# Société Française d’Automobile
Société Française d’Automobile est un constructeur automobile français.

## Production

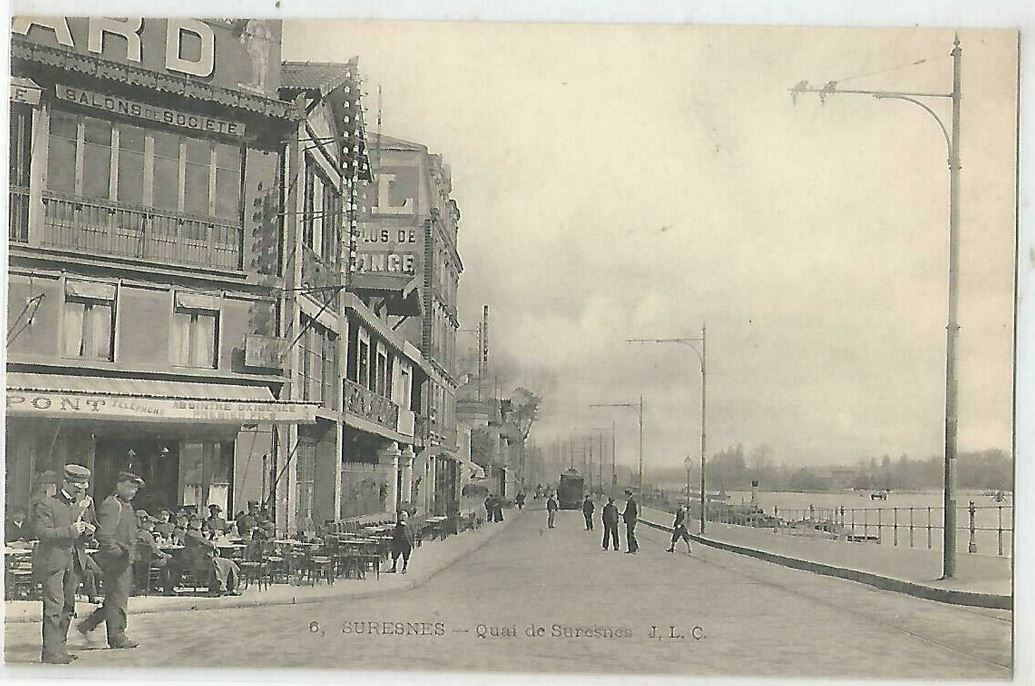
Le quai Gallieni, appelé jadis quai de Suresnes, vu du pont sur une carte postale ancienne.

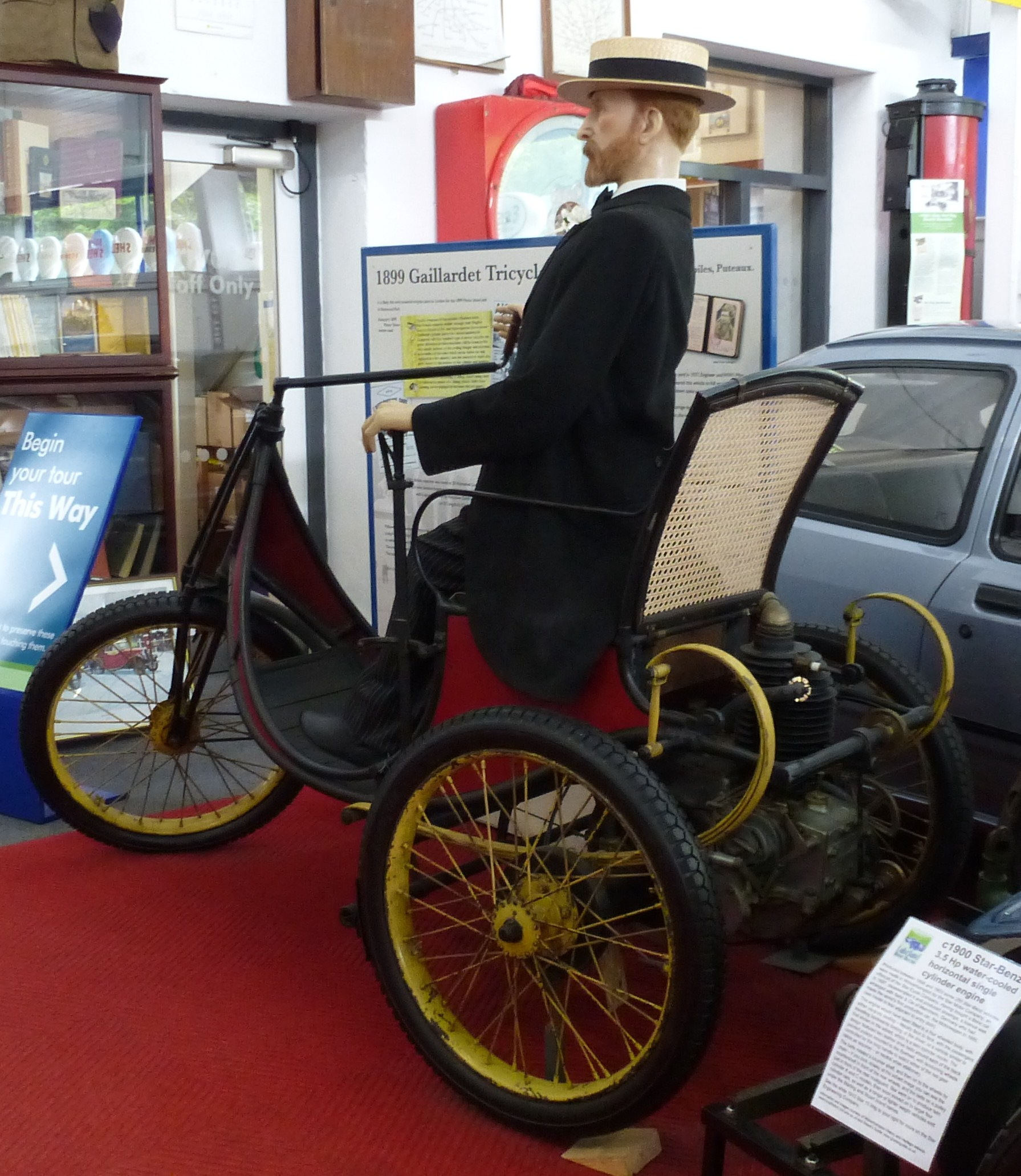
Gaillardet Tricycle (1899).

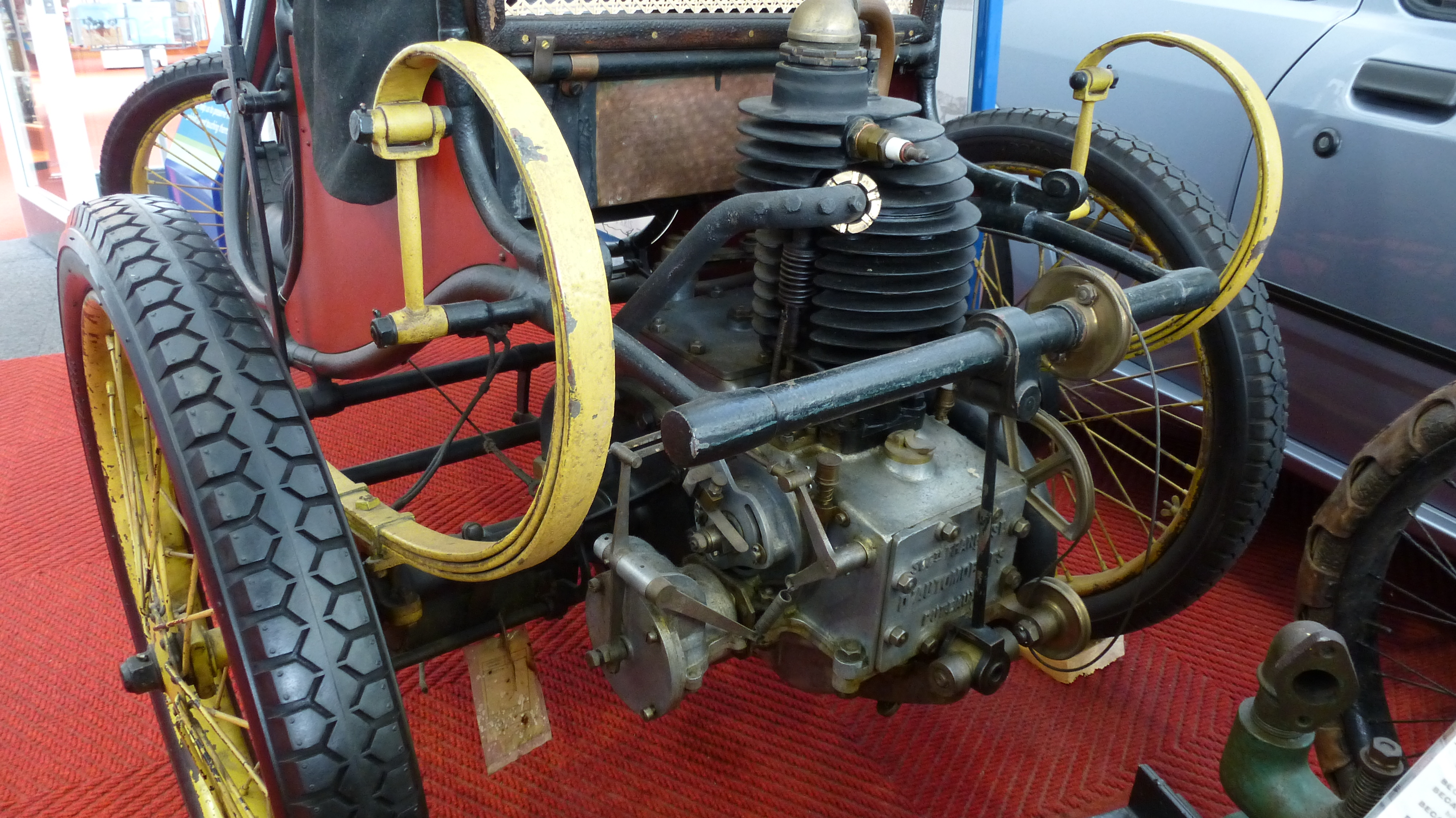
Gaillardet Moteur (1899).

L’entreprise était située à Suresnes et a commencé la production automobile en 1899. 
L’usine était située au numéro 20 quai de suresnes. Le nom de marque était Gaillardet. En plus de la production de ses propres véhicules, des moteurs intégrés ont été fournis à divers fabricants. Les moteurs intégrés ont été fournis aux sociétés suivantes : Barré, Bender e Martiny, Bourguignonne et Underberg. Un tricycle a été produit sous la marque Gaillardet. 
L’entraînement était assuré par un moteur monocylindre d’une cylindrée de 800 cm³ et d’une puissance de 5,5 HP.
En plus des véhicules sous la marque Gaillardet, des véhicules ont été développés sous la marque Doctoresse. Sous la marque Doctoresse les modèles 6 CV et 12 CV étaient proposés. Ils avaient des moteurs à deux cylindres montés à l’avant du véhicule et entraînaient l’essieu arrière via des chaînes.  La production s’est terminée en 1902.